# Mistrovství světa v inline hokeji veteránů 2013
Mistrovství světa v inline hokeji veteránů 2013 je v pořadí již čtvrtý oficiální veteránský turnaj. Setkali se zde výběry Francie, České republiky, Slovenska, Itálie, Austrálie a Velké Británie. Mistrovství se odehrávalo ve francouzském Angletu. Velkými favority byli výběry Česka a Francie. Z vítězství se nakonec, stejně jako minulý rok radovali veteráni z Francie.

## Základní skupina
V základní skupině se hrálo každý s každým.

### Tabulka
| Tým            | Z | V | R | P | GV | GI | +/- | B |
| -------------- | - | - | - | - | -- | -- | --- | - |
| Francie        | 5 | 4 | 1 | 0 | 41 | 8  | +33 | 9 |
| Slovensko      | 5 | 4 | 0 | 1 | 64 | 19 | +45 | 8 |
| Česko          | 5 | 3 | 1 | 1 | 35 | 18 | +17 | 7 |
| Itálie         | 5 | 2 | 0 | 3 | 30 | 20 | +10 | 4 |
| Austrálie      | 5 | 1 | 0 | 4 | 20 | 61 | -41 | 2 |
| Velká Británie | 5 | 0 | 0 | 5 | 8  | 76 | -68 | 0 |

### Zápasy
| 6. červen 2013 9:00 SEČ | Francie | 12:1 | Austrálie | Anglet stadion, Anglet |  |

| 6. červen 2013 11:00 SEČ | Česko | 10:1 | Velká Británie | Anglet stadion, Anglet |  |

| 6. červen 2013 13:00 SEČ | Itálie | 3:6 | Slovensko | Anglet stadion, Anglet |  |

| 6. červen 2013 15:00 SEČ | Austrálie | 5:11 | Česko | Anglet stadion, Anglet |  |

| 6. červen 2013 17:00 SEČ | Velká Británie | 1:14 | Itálie | Anglet stadion, Anglet |  |

| 6. červen 2013 19:00 SEČ | Slovensko | 2:6 | Francie | Anglet stadion, Anglet |  |

| 7. červen 2013 9:00 SEČ | Austrálie | 4:9 | Itálie | Anglet stadion, Anglet |  |

| 7. červen 2013 11:00 SEČ | Slovensko | 28:2 | Velká Británie | Anglet stadion, Anglet |  |

| 7. červen 2013 13:00 SEČ | Francie | 3:3 | Česko | Anglet stadion, Anglet |  |

| 7. červen 2013 11:00 SEČ | Velká Británie | 4:8 | Austrálie | Anglet stadion, Anglet |  |

| 7. červen 2013 11:00 SEČ | Česko | 6:7 | Slovensko | Anglet stadion, Anglet |  |

| 7. červen 2013 19:00 SEČ | Itálie | 2:4 | Francie | Anglet stadion, Anglet |  |

| 8. červen 2013 9:00 SEČ | Francie | 16:0 | Velká Británie | Anglet stadion, Anglet |  |

| 8. červen 2013 11:00 SEČ | Česko | 5:2 | Itálie | Anglet stadion, Anglet |  |

| 8. červen 2013 13:00 SEČ | Slovensko | 21:2 | Austrálie | Anglet stadion, Anglet |  |

### Finální část turnaje

#### Semifinále
1.-4. tým ve skupině postoupil do semifinále. Utkaly se týmy 1. a 4. tým a 2. s 3. týmem.
| 8. červen 2013 17:00 SEČ | Slovensko | 2:9 | Česko | Anglet stadion, Anglet |  |

| 8. červen 2013 19:00 SEČ | Francie | 5:2 | Itálie | Anglet stadion, Anglet |  |

#### O 5. místo
| 9. červen 2013 9:00 SEČ | Austrálie | 6:2 | Velká Británie | Anglet stadion, Anglet |  |

### O 3. místo
| 9. červen 2013 10:30 SEČ | Slovensko | 5:2 | Itálie | Anglet stadion, Anglet |  |

### Finále
| 13. července 2013 13:00 SEČ | Francie | 6:1 | Česko | Anglet stadion, Anglet |  |

## Konečné pořadí týmů
| Místo            | Tým            |
| ---------------- | -------------- |
| Zlatá medaile    | Francie        |
| Stříbrná medaile | Česko          |
| Bronzová medaile | Slovensko      |
| 4.               | Itálie         |
| 5.               | Austrálie      |
| 6.               | Velká Británie |